# SBS Sport
SBS Sport/Veronica Sport was een sportprogramma dat sinds 1995 op SBS6 werd uitgezonden. Vanaf 2010 werden er ook sportuitzendingen op  Veronica uitgezonden.

## Geschiedenis
SBS Sport zond tot 2014 de kwalificatieduels uit van het Europees kampioenschap voetbal en wereldkampioenschap voetbal.
Tot 2005 werden de samenvattingen van de eerste divisie uitgezonden. Vanaf het seizoen 2014/2015 tot en met het seizoen 2017/2018 worden de samenvattingen weer uitgezonden. Vanaf het seizoen 2016/2017 op Veronica.
In het verleden zond het programma ook live-verslagen van de Formule 1 (tot 2007) uit.
Vanaf het seizoen 2015/2016 beschikt SBS over de rechten van de UEFA Champions League. De Nederlandse Supercup/Johan Cruijff Schaal en wedstrijden uit de KNVB beker waren ook weer vanaf dit seizoen te zien bij SBS. Een seizoen later werden de uitzendingen van de Champions League en KNVB beker, samen met de Keuken Kampioen Divisie, verplaatst naar Veronica. NUsport is sindsdien de naamgever van deze uitzendingen.
De uitzendingen van de Keuken Kampioen Divisie en KNVB beker werden gemaakt in samenwerking met Fox Sports. Er worden verslaggevers en commentatoren van FOX bij ingezet. Vanaf het seizoen 2017/2018 houdt FOX beide competities binnen hun eigen kanalen. De uitzendingen op Veronica stoppen hierdoor. Ook de Johan Cruijff Schaal is vanaf dat moment niet meer bij Veronica te zien. Bij de Champions League is er in een andere vorm een samenwerking met Ziggo Sport.
Naast voetbal zendt SBS Sport ook belangrijke wedstrijden van andere sporten uit, zoals enkele autosporten. Sinds 2017 zend Veronica kwalificatiewedstrijden van het Nederlands vrouwenvoetbalelftal uit. Ook zijn vanaf 2018 bokswedstrijden te zien op de zender van SBS. De mannen van VI maakten de overstap van RTL naar Veronica en namen hun wekelijkse talkshow mee, die onder de titel Veronica Inside wordt uitgezonden.
Op Veronica wordt Sport uitgezonden onder de naam Veronica Sport.

## Medewerkers

### Presentatoren en verslaggevers
- Viktor Brand (1998-2007)
- Edward van Cuilenborg (2002-2009)
- Hans Kraay jr. (1997-2015)
- Jan Joost van Gangelen (2009-2018)
- Hidde van Warmerdam (2013-2014)
- Pascal Kamperman (2013, 2016-2018)
- Toine van Peperstraten (2015-2018)
- Wytse van der Goot (2015-heden)
- Wilfred Genee (2018-heden)
- Hélène Hendriks (2018-heden)

### Commentatoren
- Leo Oldenburger (1995-2017, 2018-2019, voetbal - alles)
- Jack Plooij (2004-heden, autosport)
- Eddy Poelmann (2003-2005, 2013, voetbal)
- Olav Mol (2004-2007 en 2014-heden, autosport)
- Ronald van Dam (2013-2014, autosport)
- Onno Hansum (2014-2016, voetbal - Jupiler League)
- Koert Westerman (2014-2018, voetbal - Jupiler League)
- Pim Overbeeke (2014-2015, voetbal - Jupiler League)
- Bert van Losser (2014-2018, voetbal - Jupiler League)
- Richard van Iterson (2014-heden, voetbal - Jupiler League/Champions League)
- Sierd de Vos (2014-2016, voetbal - Jupiler League)
- René van den Berg (2014-2018, voetbal - Jupiler League)
- Martijn van Zijtveld (2014-heden, voetbal - Jupiler League/Champions League)
- George Akkerman (2014-2015, voetbal - Jupiler League)
- Ronald van der Geer (2015-2018, voetbal - Champions League)
- Frank Wielaard (2015, voetbal - Jupiler League/Champions League)
- Wytse van der Goot (2015-heden, voetbal - alles)
- Ragnar Niemeijer (2015-heden, voetbal - Champions League)
- Robbert Reimering (2015-heden, voetbal - Champions League)
- Johan van Polanen (2015-heden, voetbal - Champions League)
- John van Vliet (2017-heden, voetbal - verleden: interlands Oranje/nu: Champions League)
- Vincent Schildkamp (2018-heden, voetbal - Champions League)

### Analytici
- Johan Derksen
- René van der Gijp
- Wim Kieft
- Ruud Gullit (voormalig)
- Ron Jans (voormalig)
- Ronald Waterreus (voormalig)
- Marco van Basten (voormalig)
- Mario Been (voormalig)
- Louis van Gaal (voormalig)
- Pierre van Hooijdonk (voormalig)
- Ronald de Boer (voormalig)
- Dick Advocaat (voormalig)